# Astragalus siliceus
Astragalus siliceus — вид квіткових рослин з родини бобових (Fabaceae). Ареал охоплює такі країни: США (Нью-Мексико).

## Середовище
Зустрічається на скелястих пагорбах, берегах та рівнинах. Вид віддає перевагу порушеним ділянкам. Висоти: 1830–2000 метрів. Гірничодобувна промисловість та розробка кар'єрів мали документально підтверджений вплив на деякі субпопуляції. Невеликі кар'єри з видобутку каменю та гравію можуть підвищити придатність місцевих середовищ існування, але більші кар'єри можуть знищити місцеві субпопуляції, що призведе до скорочення чисельності. Значна частина середовища існування виду сильно перепасається, але рослина несмачна і навряд чи зазнає безпосереднього впливу випасу.